# دنی پونس
دنی پونس (انگلیسی: Dani Ponce؛ زادهٔ ۱۶ مهٔ ۱۹۹۱) بازیکن فوتبال اهل اسپانیا است.
از باشگاه‌هایی که در آن بازی کرده‌است می‌توان به باشگاه فوتبال آلکورکون، باشگاه فوتبال فوئنلابرادا، و باشگاه فوتبال اویپشت اشاره کرد.